# Leichtathletik-Europameisterschaften 2012/200 m der Männer

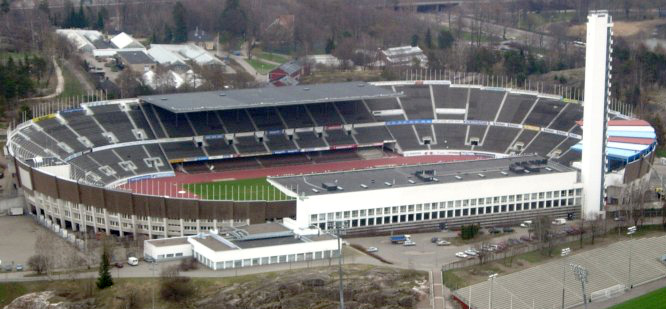
Das Olympiastadion Olympiastadion Helsinki im Jahr 2005

Der 200-Meter-Lauf der Männer bei den Leichtathletik-Europameisterschaften 2012 wurde am 29. und 30. Juni 2012 im Olympiastadion der finnischen Hauptstadt Helsinki ausgetragen.
Die niederländischen Sprinter errangen in dieser Disziplin einen Doppelsieg. Europameister wurde Churandy Martina. Auf den zweiten Platz kam Patrick van Luijk. Der Brite Daniel Talbot errang die Bronzemedaille.

## Bestehende Rekorde
| Weltrekord           | 1 9,19 s | Usain Bolt            | WM Berlin, Deutschland  | 20. August 2009    |
| Europarekord         | 19,72 s  | Pietro Mennea         | Mexiko-Stadt, Mexiko    | 12. September 1979 |
| Meisterschaftsrekord | 19,85 s  | Konstantinos Kenteris | EM München, Deutschland | 9. August 2002     |

Der bestehende EM-Rekord wurde bei diesen Europameisterschaften nicht erreicht. Die Marke von zwanzig Sekunden wurde nicht unterboten. Die schnellste Zeit erzielte der niederländische Europameister Churandy Martina im Finale mit 20,42 s bei einem Gegenwind von 0,9 m/s, womit er 57 Hundertstelsekunden über dem Rekord blieb. Zum Europarekord fehlten ihm sieben Zehntelsekunden, zum Weltrekord 1,23 s.

## Legende
Kurze Übersicht zur Bedeutung der Symbolik – so üblicherweise auch in sonstigen Veröffentlichungen verwendet:
| DNS | nicht am Start (did not start) |
| DSQ | disqualifiziert                |
| IWR | Internationale Wettkampfregeln |
| TR  | Technische Regeln              |

## Vorrunde
29. Juni 2012
Die Vorrunde wurde in fünf Läufen durchgeführt. Die ersten vier Athleten pro Lauf – hellblau unterlegt – sowie die darüber hinaus vier zeitschnellsten Läufer – hellgrün unterlegt – qualifizierten sich für das Halbfinale.

### Vorlauf 1

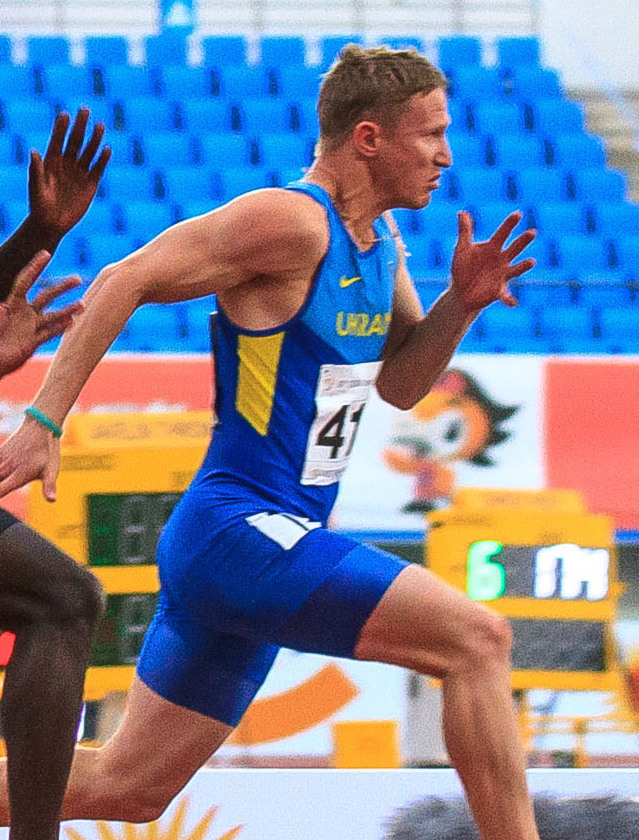
Der 100-Meter-Fünfte Serhiy Smelyk wurde im Vorlauf disqualifiziert

Wind: −0,3 m/s
| Platz | Name              | Nation     | Zeit (s)                                       |
| ----- | ----------------- | ---------- | ---------------------------------------------- |
| 1     | Jonathan Borlée   | Belgien    | 0020,61                                        |
| 2     | Ben Bassaw        | Frankreich | 0020,73                                        |
| 3     | Diego Marani      | Italien    | 0020,89                                        |
| 4     | Bruno Hortelano   | Spanien    | 0021,08                                        |
| 5     | Aljaksandr Linnik | Belarus    | 0021,20                                        |
| DSQ   | Rachid Chouhal    | Malta      | IWR 162, TR16.5.3 – Regelwidrige Startstellung |
| DSQ   | Serhiy Smelyk     | Ukraine    | IWR 163, TR17.3 – Bahnübertreten               |

### Vorlauf 2
Wind: −1,1 m/s
| Platz | Name             | Nation      | Zeit (s) |
| ----- | ---------------- | ----------- | -------- |
| 1     | Churandy Martina | Niederlande | 20,74    |
| 2     | Alex Wilson      | Schweiz     | 20,75    |
| 3     | Nil de Oliveira  | Schweden    | 20,78    |
| 4     | Sebastian Ernst  | Deutschland | 20,96    |
| 5     | Vojtěch Šulc     | Tschechien  | 21,17    |
| 6     | Catalin Campeanu | Rumänien    | 21,37    |
| 7     | Jan Žumer        | Slowenien   | 21,50    |

### Vorlauf 3
Wind: −0,5 m/s
| Platz | Name               | Nation         | Zeit (s)                         |
| ----- | ------------------ | -------------- | -------------------------------- |
| 1     | Patrick van Luijk  | Niederlande    | 0020,78                          |
| 2     | Christopher Clarke | Großbritannien | 0020,83                          |
| 3     | Davide Manenti     | Italien        | 0020,84                          |
| 4     | Petar Kremenski    | Bulgarien      | 0021,03                          |
| 5     | Arnaldo Abrantes   | Portugal       | 0021,24                          |
| 6     | Fabian Haldner     | Liechtenstein  | 0023,32                          |
| DSQ   | Steven Colvert     | Irland         | IWR 163, TR17.3 – Bahnübertreten |

### Vorlauf 4
Wind: −0,1 m/s
| Platz | Name                        | Nation       | Zeit (s)                         |
| ----- | --------------------------- | ------------ | -------------------------------- |
| 1     | Lykourgos-Stefanos Tsakonas | Griechenland | 0020,73                          |
| 2     | Paul Hession                | Irland       | 0020,75                          |
| 3     | Sven Knipphals              | Deutschland  | 0020,94                          |
| 4     | Jonathan Åstrand            | Finnland     | 0021,20                          |
| 5     | Kiril Kirilov               | Bulgarien    | 0021,45                          |
| DSQ   | Ihor Bodrow                 | Ukraine      | IWR 163, TR17.3 – Bahnübertreten |

### Vorlauf 5
Wind: +0,4 m/s
| Platz | Name                | Nation         | Zeit (s) |
| ----- | ------------------- | -------------- | -------- |
| 1     | Daniel Talbot       | Großbritannien | 20,82    |
| 2     | Kamil Kryński       | Polen          | 20,88    |
| 3     | Marek Niit          | Estland        | 20,93    |
| 4     | Amaru Reto Schenkel | Schweiz        | 20,96    |
| 5     | Alexander Kjutte    | Russland       | 21,27    |
| 6     | Jerrel Feller       | Niederlande    | 21,32    |
| 7     | Jerai Torres        | Gibraltar      | 22,31    |

## Halbfinale
29. Juni 2012
Aus den drei Halbfinalläufen qualifizierten sich die jeweils ersten beiden Athleten – hellblau unterlegt – sowie die darüber hinaus zwei zeitschnellsten Läufer – hellgrün unterlegt – für das Finale.

### Lauf 1

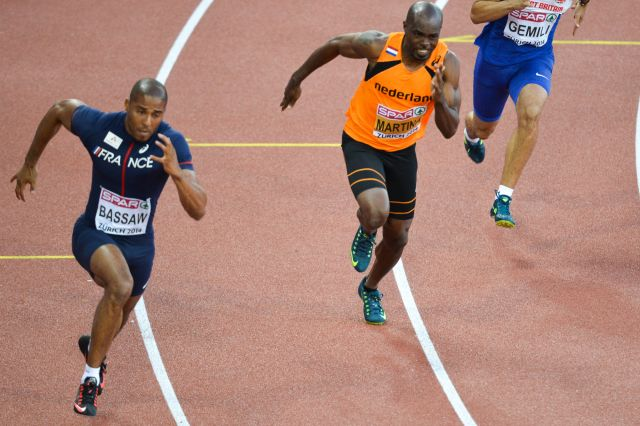
Ben Bassaw (links) verpasste das Finale um einen Rang
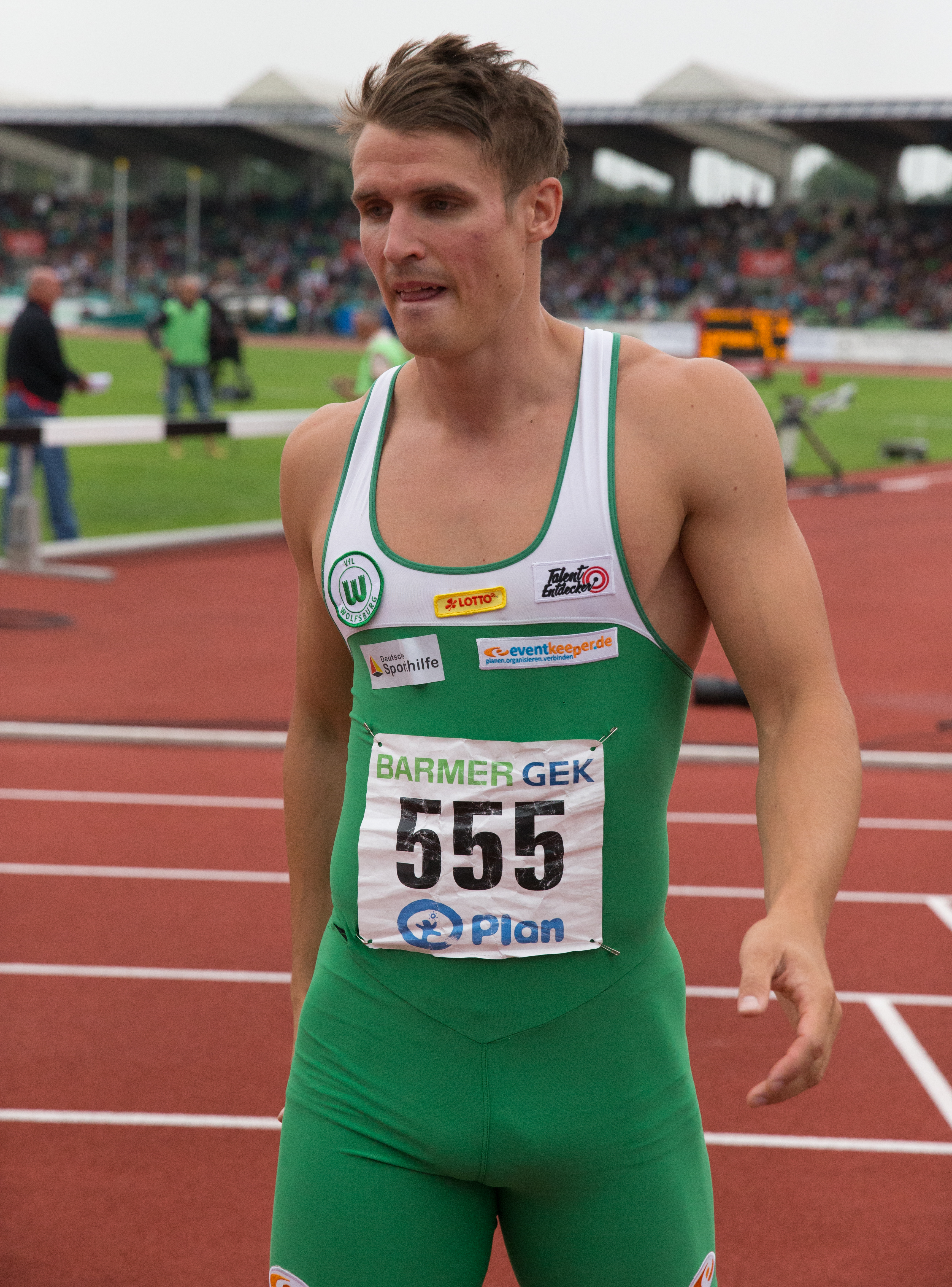
Sven Knipphals schied als Vierter seines Halbfinalrennens aus
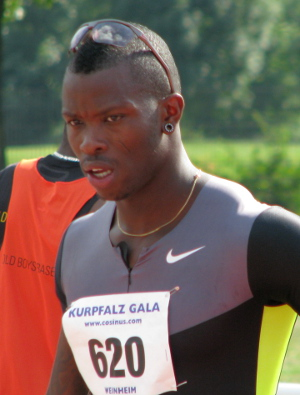
Amaru Reto Schenkel scheiterte wie schon über 100 Meter im Semifinale
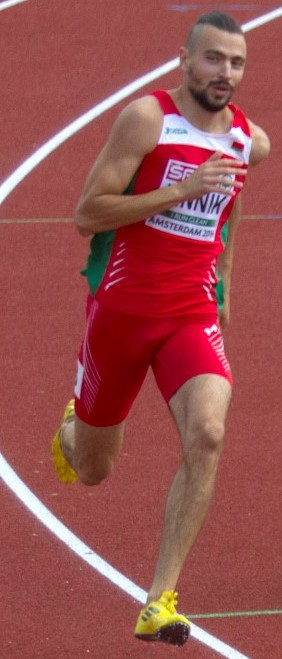
Aljaksandr Linnik – Platz sieben im ersten Halbfinale und damit ausgeschieden

Wind: −0,3 m/s
| Platz | Name                | Nation         | Zeit (s)                                       |
| ----- | ------------------- | -------------- | ---------------------------------------------- |
| 1     | Churandy Martina    | Niederlande    | 0020,63                                        |
| 2     | Christopher Clarke  | Großbritannien | 0020,90                                        |
| 3     | Ben Bassaw          | Frankreich     | 0020,91                                        |
| 4     | Sven Knipphals      | Deutschland    | 0020,92                                        |
| 5     | Kamil Kryński       | Polen          | 0020,93                                        |
| 6     | Amaru Reto Schenkel | Schweiz        | 0021,05                                        |
| 7     | Aljaksandr Linnik   | Belarus        | 0021,43                                        |
| DSQ   | Vojtěch Šulc        | Tschechien     | IWR 162, TR16.5.3 – Regelwidrige Startstellung |

### Lauf 2

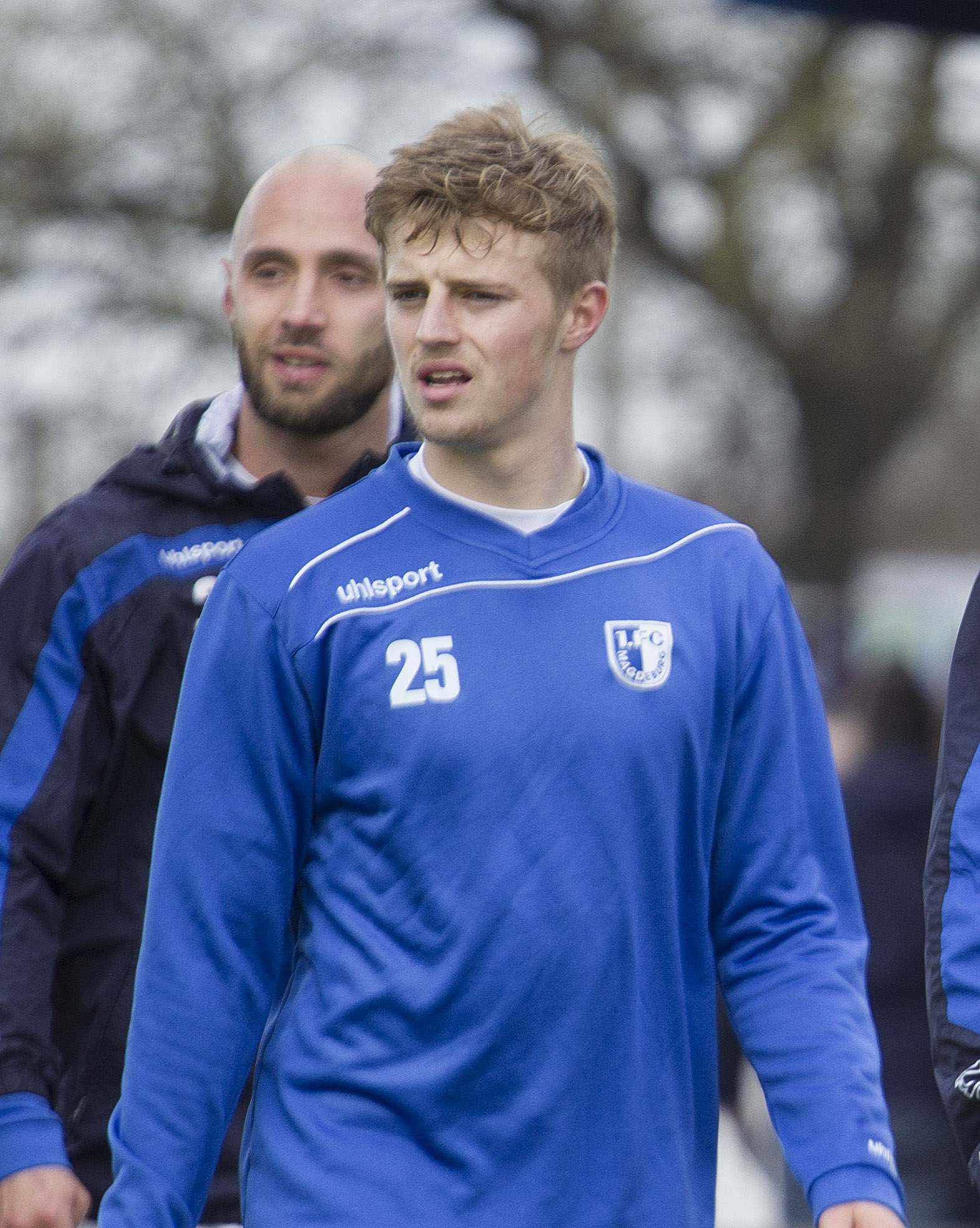
Sebastian Ernst fehlten sieben Hundertstelsekunden für die Finalteilnahme
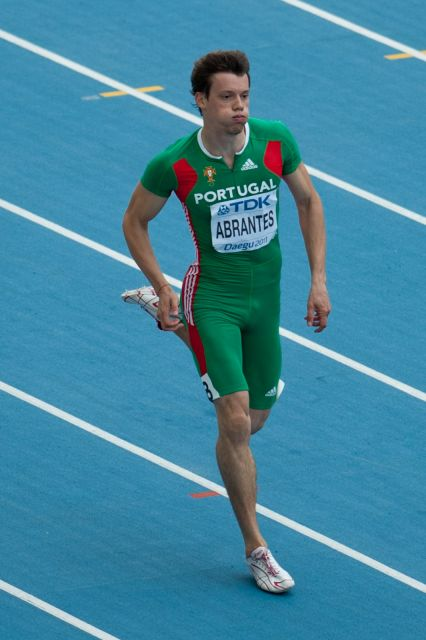
Wie über 100 Meter schied Arnaldo Abrantes im Semifinale aus

Wind: −0,1 m/s
| Platz | Name                        | Nation         | Zeit (s)                         |
| ----- | --------------------------- | -------------- | -------------------------------- |
| 1     | Daniel Talbot               | Großbritannien | 0020,69                          |
| 2     | Nil de Oliveira             | Schweden       | 0020,83                          |
| 3     | Diego Marani                | Italien        | 0020,83                          |
| 4     | Paul Hession                | Irland         | 0020,84                          |
| 5     | Sebastian Ernst             | Deutschland    | 0020,91                          |
| 6     | Jonathan Åstrand            | Finnland       | 0021,27                          |
| 7     | Arnaldo Abrantes            | Portugal       | 0021,36                          |
| DSQ   | Lykourgos-Stefanos Tsakonas | Griechenland   | IWR 163, TR17.3 – Bahnübertreten |

### Lauf 3

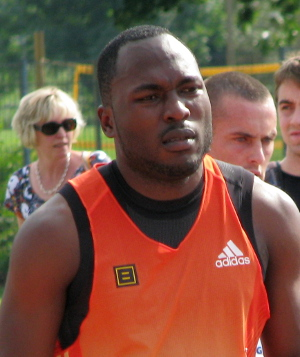
Alex Wilson reichte Platz drei in seinem Halbfinallauf nicht, um im Finale dabei zu sein
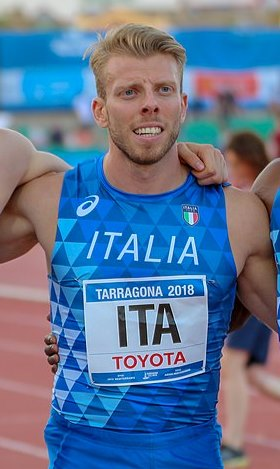
Davide Manenti wurde Vierter in seinem Semifinale und schied damit aus
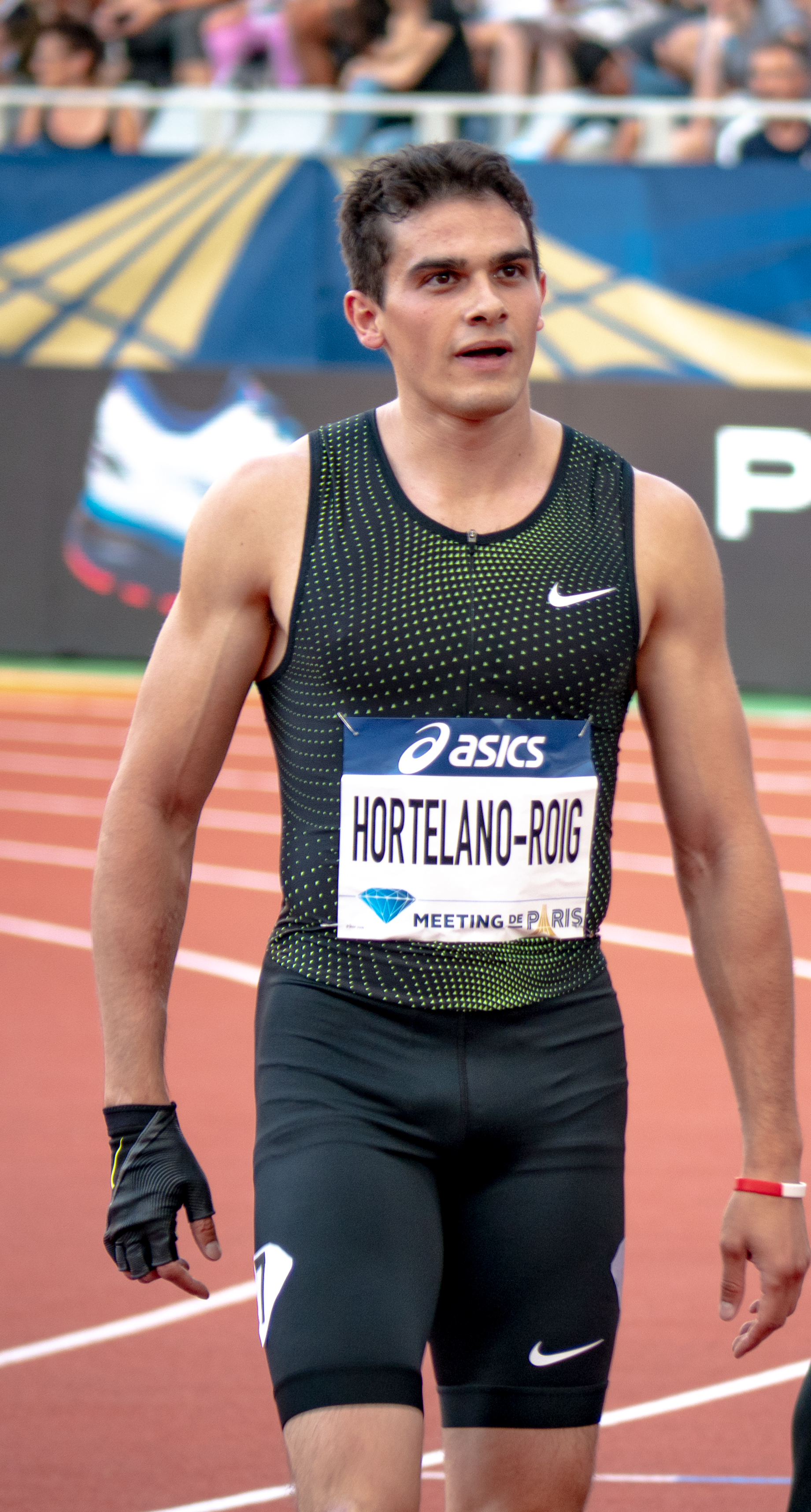
Bruno Hortelanos sechster Rang im dritten Semifinale war zu wenig für die Finalqualifikation

Wind: −1,7 m/s
| Platz | Name              | Nation      | Zeit (s) |
| ----- | ----------------- | ----------- | -------- |
| 1     | Patrick van Luijk | Niederlande | 20,68    |
| 2     | Jonathan Borlée   | Belgien     | 20,74    |
| 3     | Alex Wilson       | Schweiz     | 20,87    |
| 4     | Davide Manenti    | Italien     | 21,07    |
| 5     | Petar Kremenski   | Bulgarien   | 21,08    |
| 6     | Bruno Hortelano   | Spanien     | 21,35    |
| 7     | Marek Niit        | Estland     | 21,44    |
| DNS   | Alexander Kjutte  | Russland    |          |

## Finale

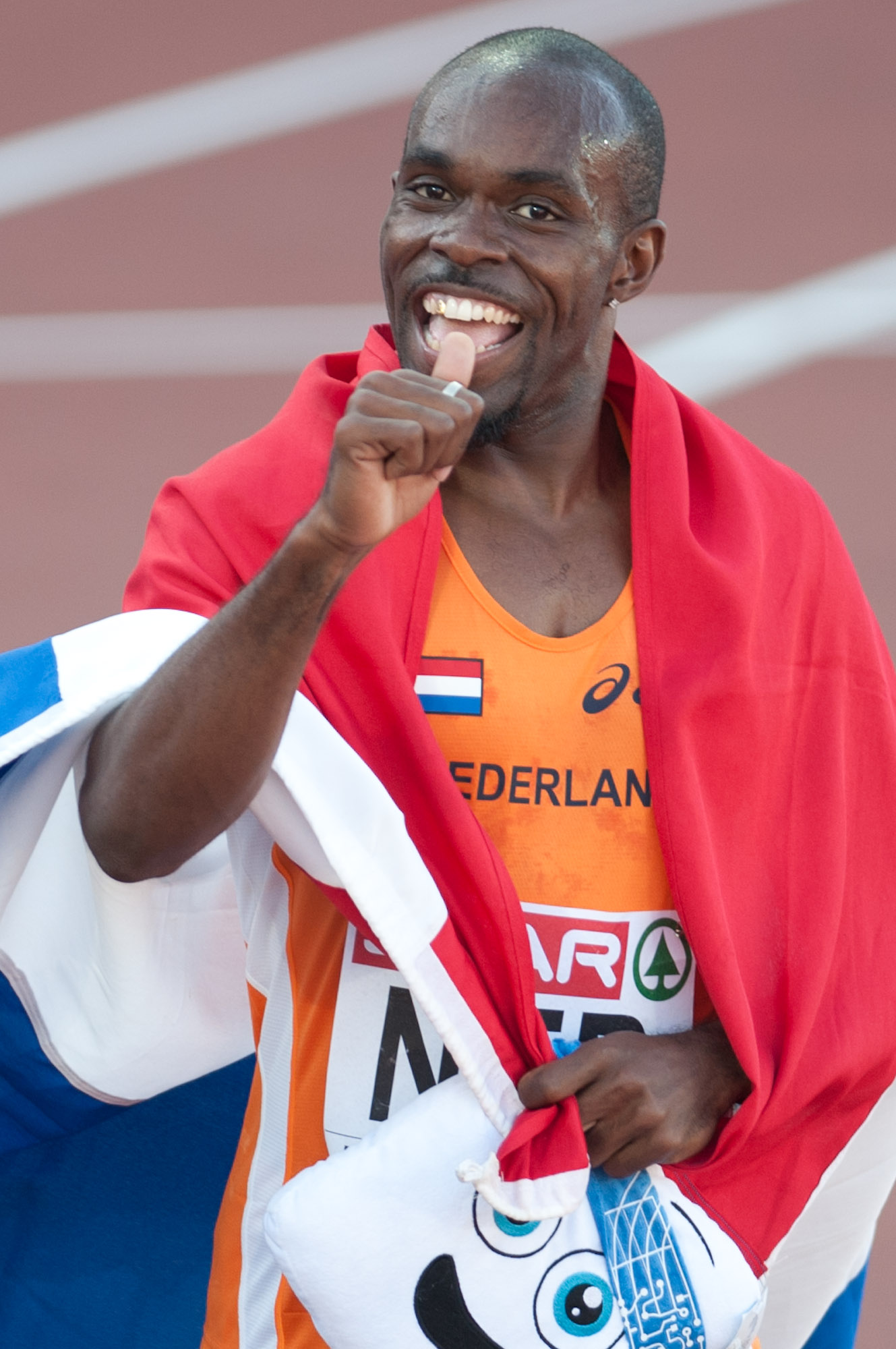
Europameister Churandy Martina
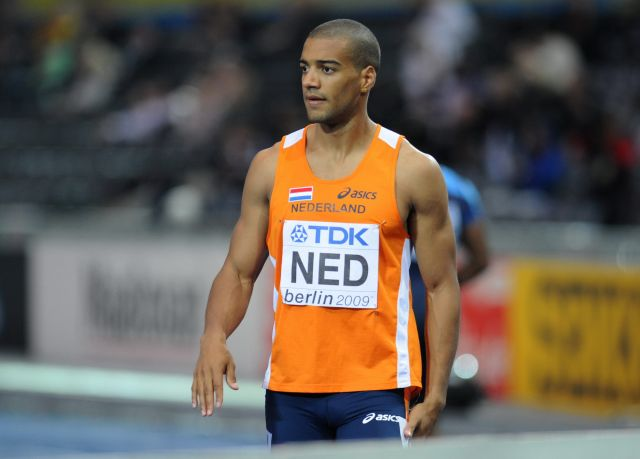
Vizeeuropameister Patrick van Luijk
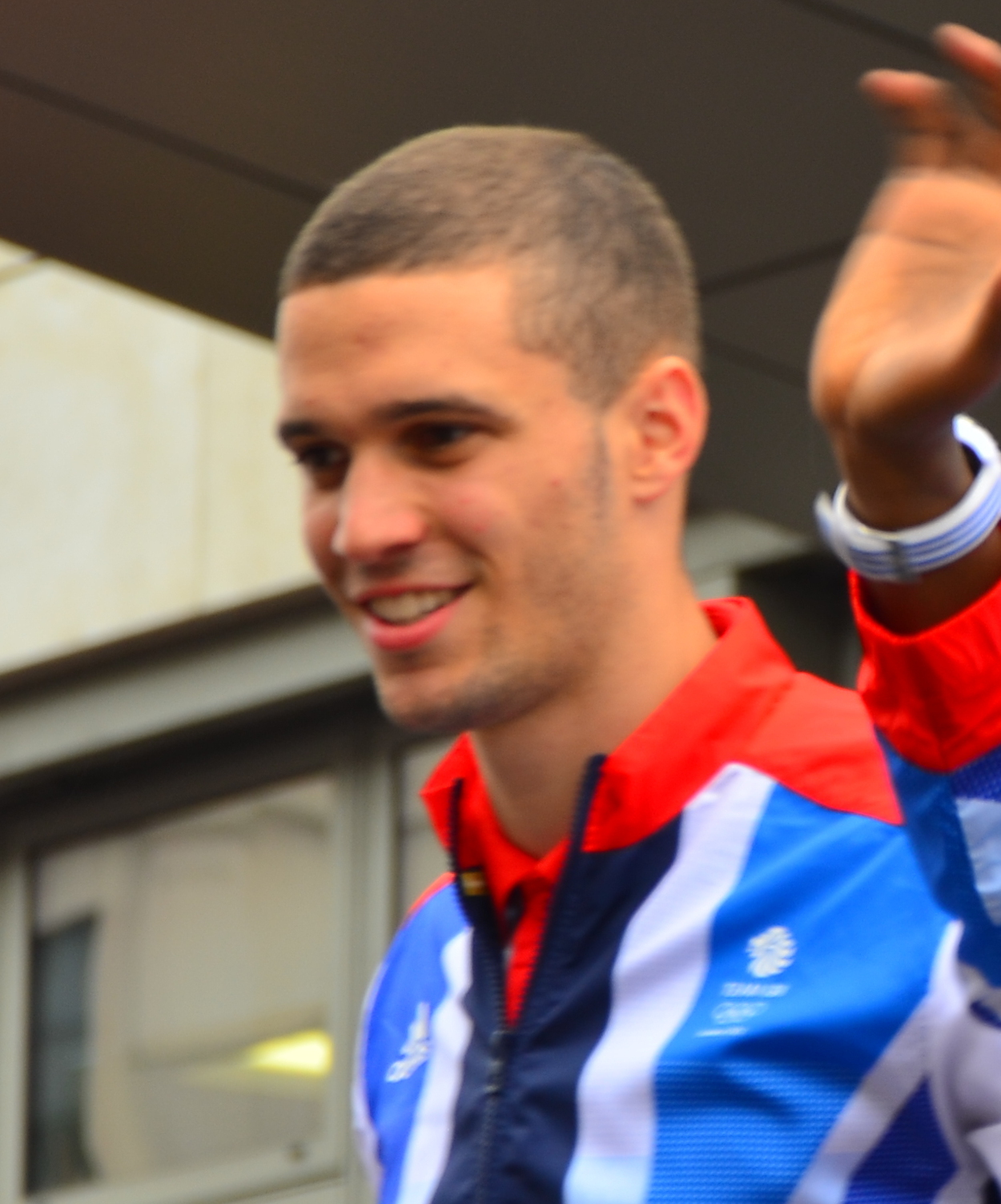
Bronzemedaillengewinner Danny Talbot

30. Juni 2012, 22:20 Uhr
Wind: −0,9 m/s
| Platz | Name               | Nation         | Zeit (s) |
| ----- | ------------------ | -------------- | -------- |
| 1     | Churandy Martina   | Niederlande    | 20,42    |
| 2     | Patrick van Luijk  | Niederlande    | 20,87    |
| 3     | Daniel Talbot      | Großbritannien | 20,95    |
| 4     | Jonathan Borlée    | Belgien        | 20,99    |
| 5     | Nil de Oliveira    | Schweden       | 21,11    |
| 6     | Christopher Clarke | Großbritannien | 21,26    |
| 7     | Diego Marani       | Italien        | 21,26    |
| 8     | Paul Hession       | Irland         | 21,27    |

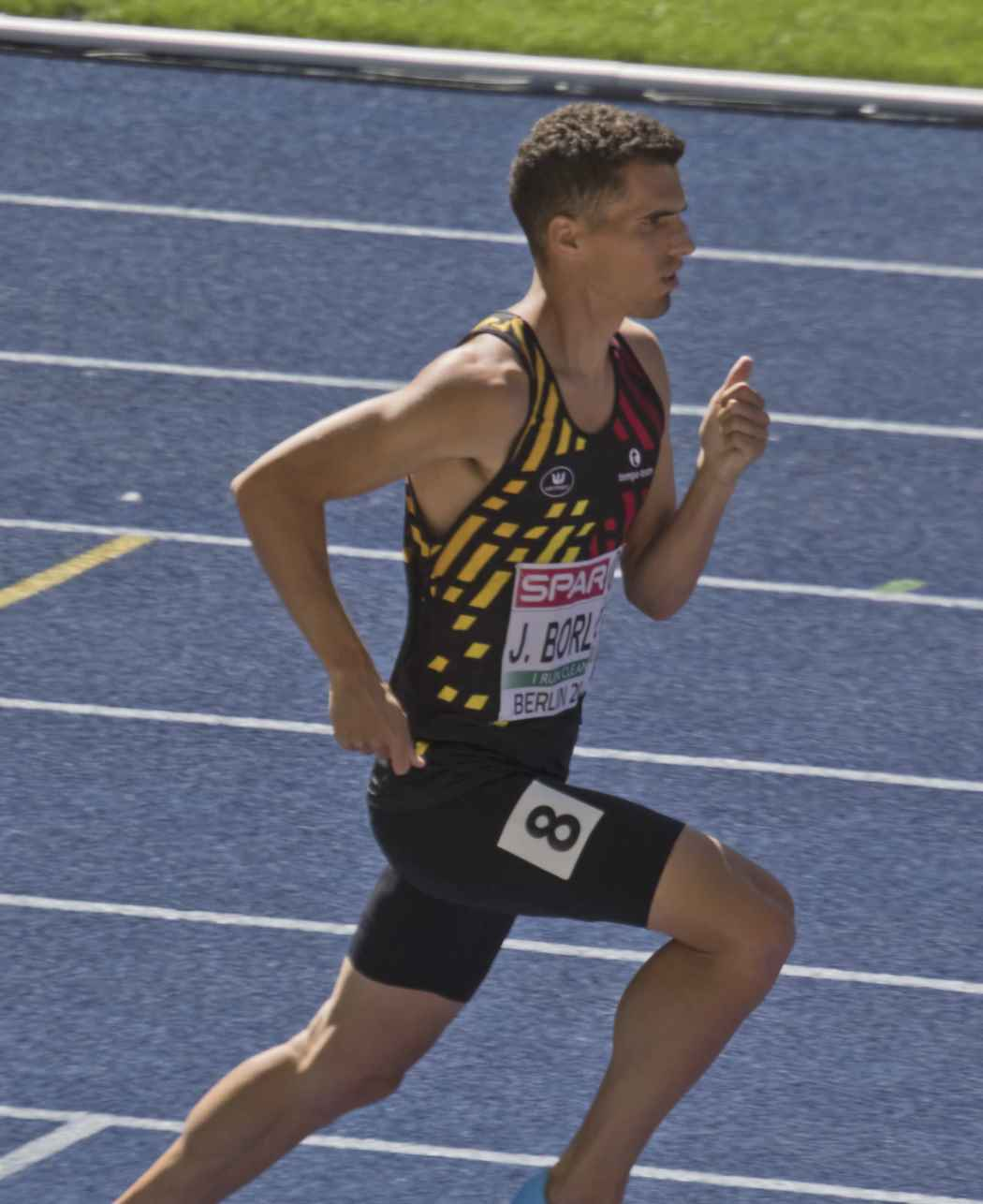
Jonathan Borlée belegte Rang vier
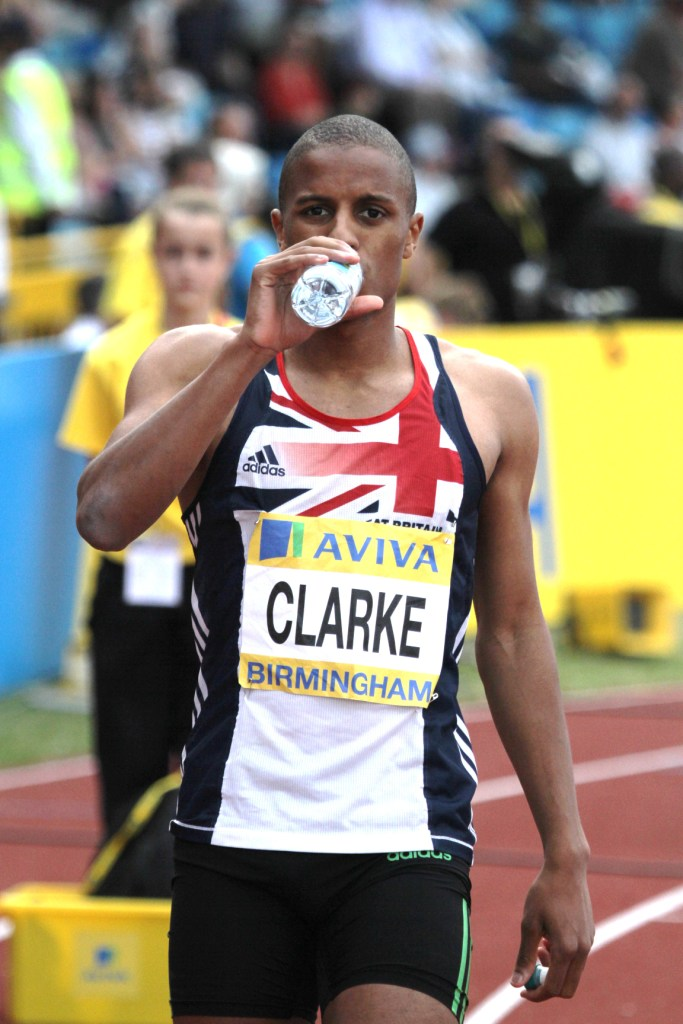
Christopher Clarke – Rang sechs
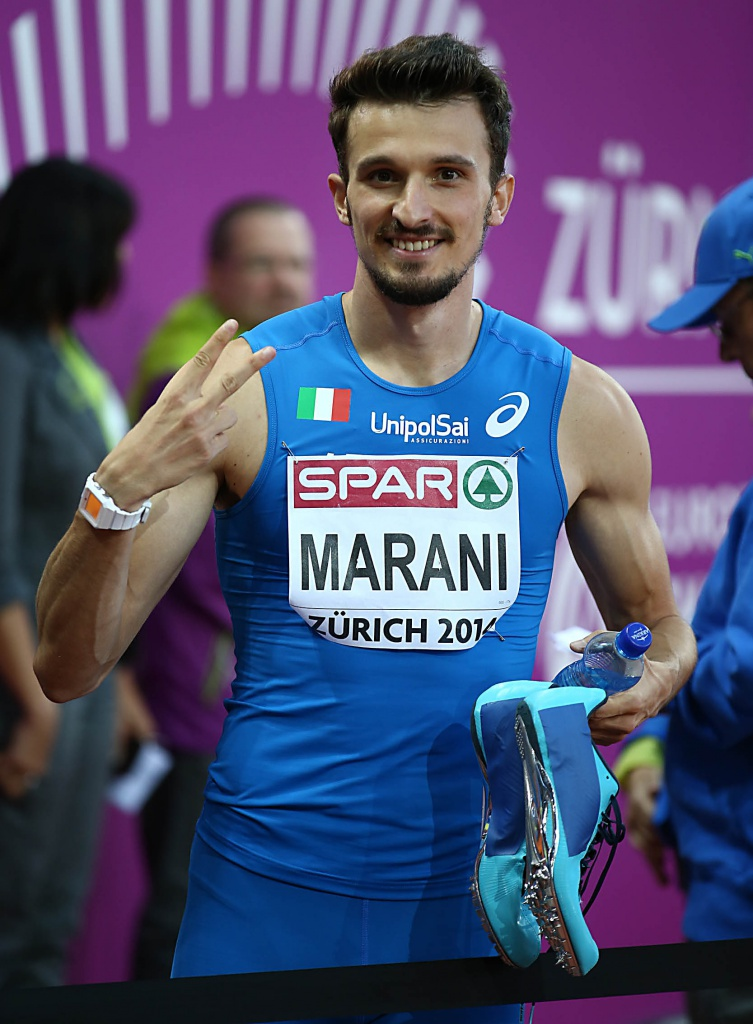
Diego Marani erreichte Platz sieben
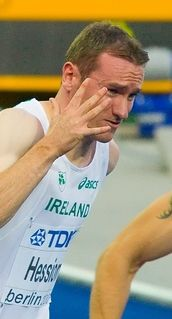
Paul Hession kam in diesem Finale auf den achten Platz

## Videolink
- EC Helsinki 2012 200m men final - Churandy Martina 20.42, youtube.com, abgerufen am 7. Januar 2020